# Skřivany
Skřivany är en ort i Tjeckien. Den ligger i den centrala delen av landet, 80 km öster om huvudstaden Prag. Skřivany ligger 236 meter över havet och antalet invånare är 994.
Terrängen runt Skřivany är platt. Runt Skřivany är det ganska tätbefolkat, med 56 invånare per kvadratkilometer. Närmaste större samhälle är Nový Bydžov, 3,1 km söder om Skřivany. Trakten runt Skřivany består till största delen av jordbruksmark.